# Carabinier

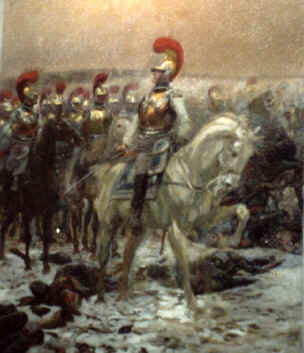
Carabiniers à cheval de la Grande Armée en Russie par Édouard Detaille.

Le carabinier est un soldat armé d'une carabine ; il pouvait servir à pied dans l'infanterie ou à cheval dans la cavalerie lourde.
Le mot français carabine a donné le mot italien carabiniero : l'Arma dei Carabinieri est le corps national de gendarmerie de l'Italie contemporaine.

## Origines
En France, une première compagnie de carabins, intégrée alors à la cavalerie légère, fut créée par Henri III et dotée de mousquets par Louis XIII en 1622, établissant ainsi par la suite le corps des mousquetaires de la maison du roi de France, 
Une garde du Prince de Monaco, la compagnie des Carabiniers du Prince a été créée le 8 décembre 1817

## Carabiniers fantassins

### Belgique
Le 1er régiment de carabiniers est formé en 1850 à partir des chasseurs carabiniers créés lors de la révolution belge de 1830.

En 1890, une section de cyclistes est constituée dans le régiment de Carabiniers. Leur nombre augmente jusqu'à former un bataillon en 1911. Un  2e bataillon de carabiniers-cyclistes est créé en 1915. Les deux bataillons de cyclistes sont dissous en 1924. En septembre 1930, les 1er et 2e régiment de carabiniers cyclistes sont recrées par changement de nom des deux régiments de chasseurs cyclistes créés en 1926. Ces deux régiments se dédoublent en 1939 et un 5e est créé en 1940. Dissous à la fin de la campagne des 18 jours, les carabiniers cyclistes sont recréés en 1951, avec trois (puis quatre en 1952) bataillons, servant comme infanterie mécanisée.

### Suisse
Dans l'armée suisse, on utilise indifféremment le terme fusilier ou carabinier pour désigner le même fantassin. Le terme carabinier est historiquement lié à des troupes cantonales avant l'instauration d'une armée fédérale suisse.

### Allemagne

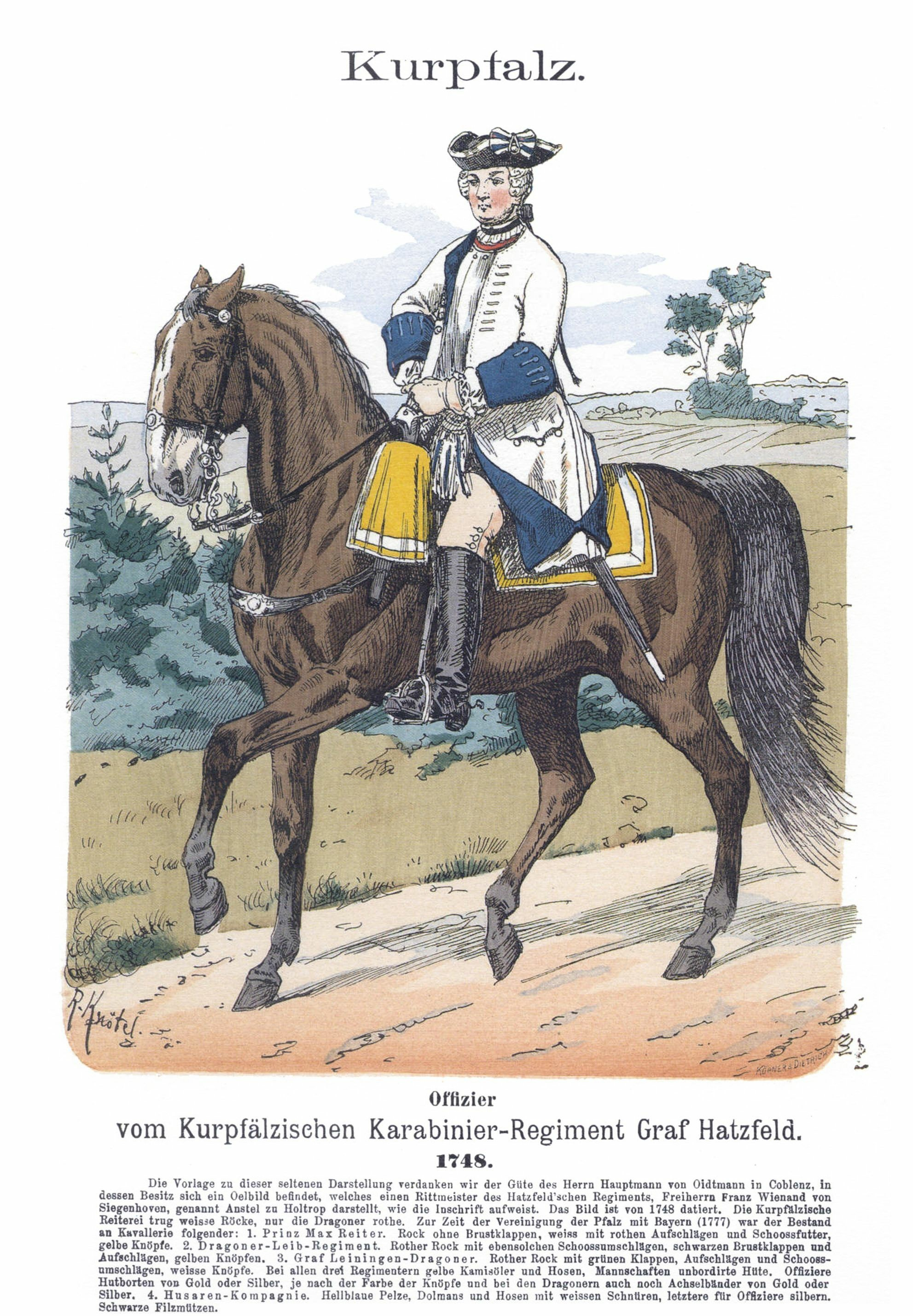
Carabinier du régiment du Palatinat du Rhin, 1748.

### Royaume-Uni et Empire britannique
Natal Carabineers

## Carabiniers à cheval

### Autriche
Les 1er et 2e régiment de carabiniers autrichiens sont créés en septembre 1768 en regroupant les compagnies d'élites des régiments de cuirassiers et de dragons. Ces deux régiments deviennent en 1798 des régiments de cuirassiers.

### France

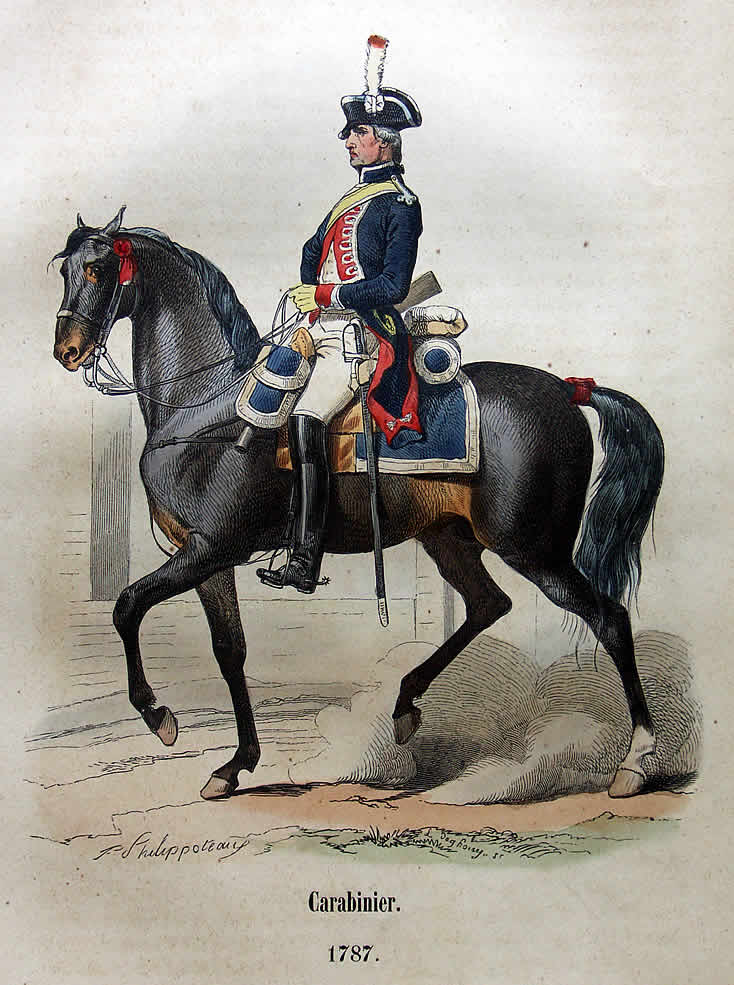
Carabinier français en 1787.

Les origines des carabiniers français remontent au milieu du XVIe siècle, quand ils sont formés pour être des unités d'élite de la cavalerie légère, armés de carabines. Ils progressent ensuite vers un statut semi-autonome au cours du XVIIIe siècle. Ils ne deviennent des unités indépendantes qu'en 1788, lorsque deux régiments de carabiniers sont mis sur pied. À partir des guerres de la Révolution, ils deviennent les régiments de cavalerie lourde d'élite de l'armée française et se font remarquer pendant les guerres du Premier et du Second Empire, avant d'être dissous en 1871 après la chute de ce dernier.

### Chili

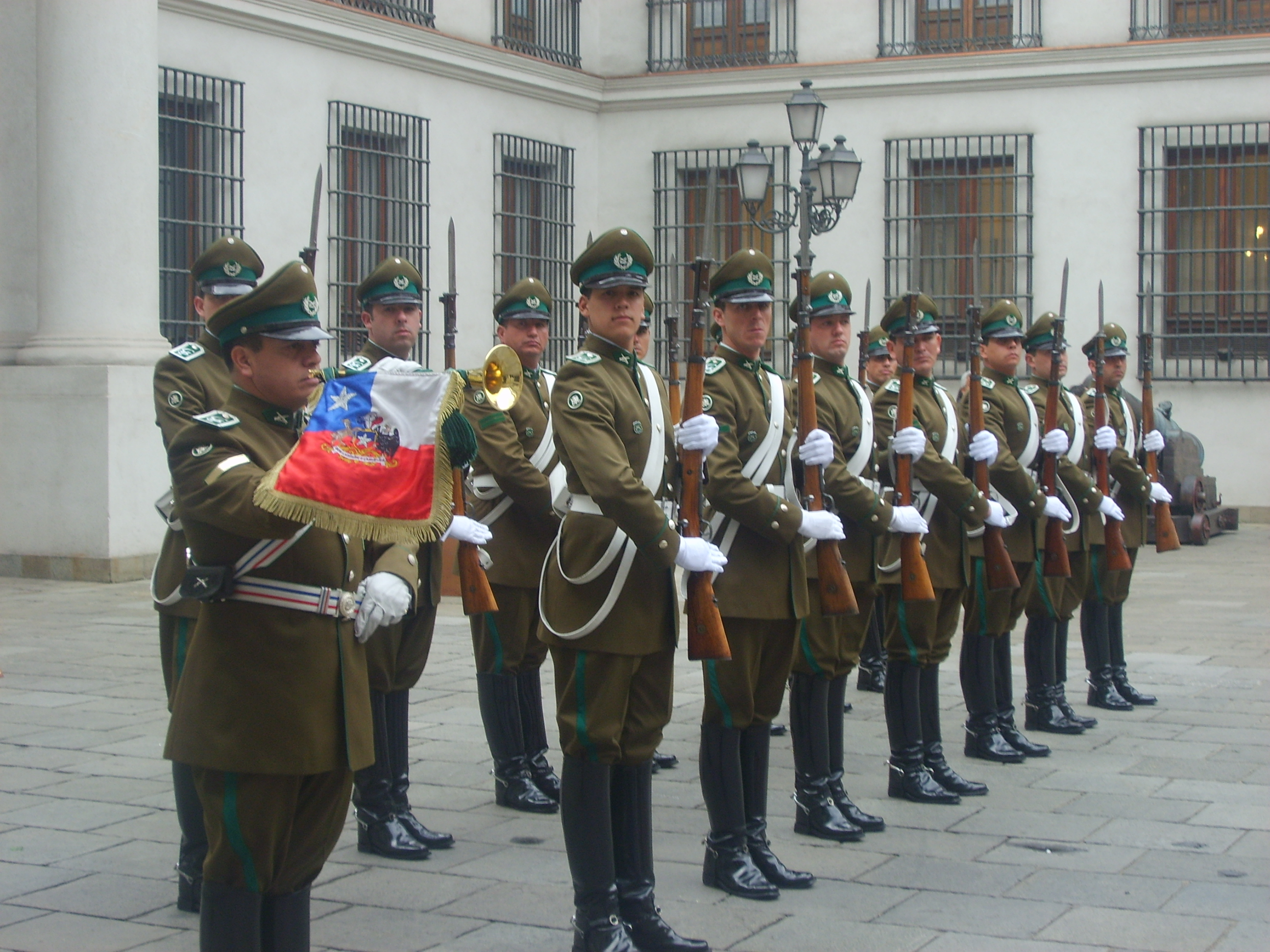